# ESV Innsbruck
Der Eisenbahner Sportverein Innsbruck, kurz ESV Innsbruck, ist ein österreichischer Sportverein aus der Landeshauptstadt Innsbruck in Tirol wurde geschichtlich schon 1923 erwähnt und wurde am 9. Juni 1946 wiedergegründet. Er unterhält die Sektionen Sportfischen (ab 2016), Flugsport, Fotografie, Modelleisenbahn, Motorsport, Schießen, Segeln, Schisport, Sportkegeln, Stocksport und Tennis. Frühere Sektionen waren EDV bis 2007, Fechten bis 2007 und Philatelie (bis 2015). Einer der ersten Sektionen war die Fußballabteilung der Eisenbahner, die bis in den 1980er Jahren Erfolge feierte.

## Fußball

### Geschichte
Vorgeschichte
Mit der Eingliederung der Bundesbahnen Österreich wurden auch zahlreiche Fußballklubs der Reichsbahnen gegründet, unter anderem auch Reichsbahn SG Innsbruck, der von 1938 bis 1944 in der Tiroler Kreisliga spielte.
1946–1950 Anfänge
| 1946–1950 | 1946–1950            | 1946–1950                 | 1946–1950                 | 1946–1950                 | 1946–1950                 | 1946–1950                 | 1946–1950                 |
| Saison | Platz (Teiln.)       | Sp                        | S                         | U                         | N                         | Tore                      | Pkt.                      |
| Klasse Innsbruck | Klasse Innsbruck     | Klasse Innsbruck          | Klasse Innsbruck          | Klasse Innsbruck          | Klasse Innsbruck          | Klasse Innsbruck          | Klasse Innsbruck          |
| --- | -------------------- | ------------------------- | ------------------------- | ------------------------- | ------------------------- | ------------------------- | ------------------------- |
| 1946 K1 (1) | 03 (6)               | 05                        | 02                        | 01                        | 02                        | 10:23                     | 05                        |
| Tiroler Landesliga |                      |                           |                           |                           |                           |                           |                           |
| 1946/47 | 10 (10)              | 18                        | 02                        | 02                        | 14                        | 15:76                     | 06                        |
| B-Klasse |                      |                           |                           |                           |                           |                           |                           |
| 1947/48 | 01 (7)               | keine vollständigen Daten | keine vollständigen Daten | keine vollständigen Daten | keine vollständigen Daten | keine vollständigen Daten | keine vollständigen Daten |
| Tiroler Landesliga |                      |                           |                           |                           |                           |                           |                           |
| 1948/49 (2) | 08. (8)              | 18                        | 03                        | 04                        | 11                        | 35:51                     | 10                        |
| 1949/50 | 08. (8)              | 14                        | 01                        | 01                        | 12                        | 10:61                     | 03                        |
| Legende |                      |                           |                           |                           |                           |                           |                           |
| | Meister und Aufstieg |                           |                           |                           |                           |                           |                           |
| | Abstieg              |                           |                           |                           |                           |                           |                           |
| K1 Änderung des Meisterschaftsmodus und Umbenennung der Liga. (1) Der Verein spielte die Meisterschaft als SC Rot-Weiß Innsbruck. (2) Umbenennung in ESV Innsbruck. |                      |                           |                           |                           |                           |                           |                           |

Der ESV Austria Innsbruck begann in der Saison 1946/47 in der B-Klasse Ober-Inntal und wurde Dritter von acht Mannschaften, hinter FC Wacker Innsbruck und der zweiten Mannschaft vom Innsbrucker SK, ein Jahr später zweiter, hinter SC Rot-Weiß Innsbruck, mit dem er nach der Saison zum ESV Austria Innsbruck fusionierte. In der Saisonen 1949/50 gab es zwei Mannschaften der Eisenbahner. Der ESV Austria Innsbruck spielte in der Saison 1948/49 in der Tiroler Liga und wurde Achter. Einige Spieler spielten als ESV Innsbruck in der B-Klasse Innsbruck-Stadt erreichten den 2. Platz, ehe sie auch zu anderen Vereinen gingen. Im folgenden Jahr wurde der ESV Austria Innsbruck in der Tiroler Landesliga Achter.

1950–1960 Tiroler Landesliga und Arlbergliga
| 1950–1960                                                     | 1950–1960             | 1950–1960           | 1950–1960           | 1950–1960           | 1950–1960           | 1950–1960           | 1950–1960           |
| Saison                                                        | Platz (Teiln.)        | Sp                  | S                   | U                   | N                   | Tore                | Pkt.                |
| 1. Klasse Innsbruck                                           | 1. Klasse Innsbruck   | 1. Klasse Innsbruck | 1. Klasse Innsbruck | 1. Klasse Innsbruck | 1. Klasse Innsbruck | 1. Klasse Innsbruck | 1. Klasse Innsbruck |
| ------------------------------------------------------------- | --------------------- | ------------------- | ------------------- | ------------------- | ------------------- | ------------------- | ------------------- |
| 1950/51 K1                                                    | 01. (7)               | 12                  | 10                  | 02                  | 0                   | 66:15               | 22                  |
| Tiroler Landesliga                                            |                       |                     |                     |                     |                     |                     |                     |
| 1951/52                                                       | 01. (8)               | 14                  | 10                  | 02                  | 02                  | 43:17               | 22                  |
| Arlbergliga                                                   |                       |                     |                     |                     |                     |                     |                     |
| 1952/53                                                       | 08. (10)              | 22                  | 07                  | 03                  | 12                  | 40:51               | 17                  |
| 1953/54                                                       | 10. (12)              | 20                  | 06                  | 01                  | 13                  | 47:69               | 13                  |
| 1954/55                                                       | 04. (12)              | 22                  | 10                  | 03                  | 09                  | 63:41               | 23                  |
| 1955/56                                                       | 09. (12)              | 22                  | 09                  | 02                  | 11                  | 45:62               | 20                  |
| 1956/57                                                       | 4. (12)               | 22                  | 10                  | 04                  | 08                  | 57:51               | 24                  |
| 1957/58                                                       | 9. (12)               | 22                  | 07                  | 04                  | 11                  | 50:71               | 18                  |
| 1958/59                                                       | 9. (12)               | 22                  | 08                  | 03                  | 11                  | 39:49               | 19                  |
| 1959/60                                                       | 8. (12)               | 22                  | 08                  | 05                  | 09                  | 42:53               | 21                  |
| Legende                                                       |                       |                     |                     |                     |                     |                     |                     |
|                                                               | Meister bzw. Aufstieg |                     |                     |                     |                     |                     |                     |
|                                                               | Abstieg               |                     |                     |                     |                     |                     |                     |
| K1 Änderung des Meisterschaftsmodus und Umbenennung der Liga. |                       |                     |                     |                     |                     |                     |                     |

In der Saison 1951/52 schafften die Eisenbahner mit dem ersten Platz in der Tiroler Liga den Aufstieg in die Arlbergliga. Dort blieben sie acht Jahre lang und platzierten sich immer im Mittelfeld. Den besten Platz erreichten sie 1955 und 1957 mit einem vierten Platz.
1960–1974 Tiroler Landesliga und Regionalliga West
| 1960–1974                                                     | 1960–1974                     | 1960–1974                 | 1960–1974                 | 1960–1974                 | 1960–1974                 | 1960–1974                 | 1960–1974                 |
| Saison                                                        | Platz (Teiln.)                | Sp                        | S                         | U                         | N                         | Tore                      | Pkt.                      |
| Tiroler Landesliga                                            | Tiroler Landesliga            | Tiroler Landesliga        | Tiroler Landesliga        | Tiroler Landesliga        | Tiroler Landesliga        | Tiroler Landesliga        | Tiroler Landesliga        |
| ------------------------------------------------------------- | ----------------------------- | ------------------------- | ------------------------- | ------------------------- | ------------------------- | ------------------------- | ------------------------- |
| 1960/61 K1                                                    | 03 (12)                       | keine vollständigen Daten | keine vollständigen Daten | keine vollständigen Daten | keine vollständigen Daten | keine vollständigen Daten | keine vollständigen Daten |
| 1961/62                                                       | 03 (12)                       | keine vollständigen Daten | keine vollständigen Daten | keine vollständigen Daten | keine vollständigen Daten | keine vollständigen Daten | keine vollständigen Daten |
| 1962/63                                                       | 05 (12)                       | keine vollständigen Daten | keine vollständigen Daten | keine vollständigen Daten | keine vollständigen Daten | keine vollständigen Daten | keine vollständigen Daten |
| 1963/64                                                       | 03 (12)                       | keine vollständigen Daten | keine vollständigen Daten | keine vollständigen Daten | keine vollständigen Daten | keine vollständigen Daten | keine vollständigen Daten |
| 1964/65                                                       | 06 (12)                       | keine vollständigen Daten | keine vollständigen Daten | keine vollständigen Daten | keine vollständigen Daten | keine vollständigen Daten | keine vollständigen Daten |
| 1965/66                                                       | 07 (12)                       | keine vollständigen Daten | keine vollständigen Daten | keine vollständigen Daten | keine vollständigen Daten | keine vollständigen Daten | keine vollständigen Daten |
| 1966/67                                                       | 02 (12)                       | keine vollständigen Daten | keine vollständigen Daten | keine vollständigen Daten | keine vollständigen Daten | keine vollständigen Daten | keine vollständigen Daten |
| 1967/68                                                       | 06 (12)                       | keine vollständigen Daten | keine vollständigen Daten | keine vollständigen Daten | keine vollständigen Daten | keine vollständigen Daten | keine vollständigen Daten |
| 1968/69                                                       | 05 (12)                       | keine vollständigen Daten | keine vollständigen Daten | keine vollständigen Daten | keine vollständigen Daten | keine vollständigen Daten | keine vollständigen Daten |
| 1969/70                                                       | 01 (12)                       | keine vollständigen Daten | keine vollständigen Daten | keine vollständigen Daten | keine vollständigen Daten | keine vollständigen Daten | keine vollständigen Daten |
| Regionalliga West                                             |                               |                           |                           |                           |                           |                           |                           |
| 1970/71                                                       | 11. (14)                      | 26                        | 09                        | 05                        | 12                        | 44:43                     | 23                        |
| 1971/72                                                       | 05. (14)                      | 26                        | 12                        | 06                        | 08                        | 48:32                     | 30                        |
| 1972/73                                                       | 06. (14)                      | 26                        | 11                        | 05                        | 10                        | 35:36                     | 27                        |
| 1973/74                                                       | 11. (14)                      | 26                        | 07                        | 07                        | 12                        | 40:57                     | 21                        |
| Legende                                                       |                               |                           |                           |                           |                           |                           |                           |
|                                                               | Tiroler Meister bzw. Aufstieg |                           |                           |                           |                           |                           |                           |
|                                                               | Abstieg                       |                           |                           |                           |                           |                           |                           |
| K1 Änderung des Meisterschaftsmodus und Umbenennung der Liga. |                               |                           |                           |                           |                           |                           |                           |

Nach einer Fußballreform, die Arlbergliga wurde durch die Regionalliga West ersetzt, spielte der ESV Austria Innsbruck in der Tiroler Landesliga. In den ersten beiden Jahren wurden sie Dritter. die nächsten vier Jahren durchlebten sie durchwachsene Saisonen mit den Platzen fünf, drei, sechs und sieben. Nachdem sie 1967 Zweiter wurden, waren die Eisenbahner in den nächsten Saisonen mit den Plätzen sechs und fünf im Mittelfeld zu finden. In der Saison 1969/70 qualifizierten sie sich mit dem ersten Platz für die Regionalliga West. In der damaligen zweiten Leistungsstufe wurden sie in den folgenden vier Jahren zweimal Elfter, einmal Sechster und einmal Fünfter von vierzehn teilnehmenden Mannschaften.
1974–1982 Spielgemeinschaft (ISK und SVI)
| 1974–1982 | 1974–1982                       | 1974–1982                 | 1974–1982                 | 1974–1982                 | 1974–1982                 | 1974–1982                 | 1974–1982                 |
| Saison | Platz (Teiln.)                  | Sp                        | S                         | U                         | N                         | Tore                      | Pkt.                      |
| Tiroler Landesliga | Tiroler Landesliga              | Tiroler Landesliga        | Tiroler Landesliga        | Tiroler Landesliga        | Tiroler Landesliga        | Tiroler Landesliga        | Tiroler Landesliga        |
| --- | ------------------------------- | ------------------------- | ------------------------- | ------------------------- | ------------------------- | ------------------------- | ------------------------- |
| 1974/75 K1 | 05. (12)                        | keine vollständigen Daten | keine vollständigen Daten | keine vollständigen Daten | keine vollständigen Daten | keine vollständigen Daten | keine vollständigen Daten |
| 1975/76 | 09. (12)                        | keine vollständigen Daten | keine vollständigen Daten | keine vollständigen Daten | keine vollständigen Daten | keine vollständigen Daten | keine vollständigen Daten |
| vgl. auch Innsbrucker SK, SV Innsbruck |                                 |                           |                           |                           |                           |                           |                           |
| 1976/77 (1) | 04. (12)                        | keine vollständigen Daten | keine vollständigen Daten | keine vollständigen Daten | keine vollständigen Daten | keine vollständigen Daten | keine vollständigen Daten |
| Alpenliga |                                 |                           |                           |                           |                           |                           |                           |
| 1977/78 K1 | 11. (14)                        | 26                        | 05                        | 11                        | 10                        | 30:43                     | 21                        |
| 1978/79 | 01. (14)                        | 26                        | 17                        | 06                        | 03                        | 53:22                     | 40                        |
| 2. Division |                                 |                           |                           |                           |                           |                           |                           |
| 1979/80 | 03. (16)                        | 30                        | 14                        | 09                        | 07                        | 48:27                     | 37                        |
| 1980/81 | 04. (16)                        | 30                        | 13                        | 10                        | 07                        | 40:25                     | 36                        |
| 1981/82 (2) | 10. (16)                        | 30                        | 07                        | 11                        | 12                        | 30:36                     | 25                        |
| !keine vollständigen Daten! |                                 |                           |                           |                           |                           |                           |                           |
| 1982/83 | keine vollständigen Daten       | keine vollständigen Daten | keine vollständigen Daten | keine vollständigen Daten | keine vollständigen Daten | keine vollständigen Daten | keine vollständigen Daten |
| 1983/84 | keine vollständigen Daten       | keine vollständigen Daten | keine vollständigen Daten | keine vollständigen Daten | keine vollständigen Daten | keine vollständigen Daten | keine vollständigen Daten |
| 1984/85 | keine vollständigen Daten       | keine vollständigen Daten | keine vollständigen Daten | keine vollständigen Daten | keine vollständigen Daten | keine vollständigen Daten | keine vollständigen Daten |
| Legende |                                 |                           |                           |                           |                           |                           |                           |
| | Tiroler Meister bzw. Aufstieg   |                           |                           |                           |                           |                           |                           |
| | Auflösung der Spielgemeinschaft |                           |                           |                           |                           |                           |                           |
| K1 Änderung des Meisterschaftsmodus und Umbenennung der Liga. (1) 1976/77: Der ESK Innsbruck tritt der SPG Innsbruck bei und sie spielte unter dem Namen SPG RAIKA Innsbruck. (2) 1981/82: Die Spielgemeinschaft löste sich auf. |                                 |                           |                           |                           |                           |                           |                           |

Während der ESV Austria Innsbruck Anfang der 1970er Jahre in der Regionalliga West verweilte und nur durch eine Reform in die Tiroler Landesliga absteigen musste, hat ein anderer Innsbrucker Verein finanzielle Schwierigkeiten. Der SV Innsbruck hat ein paar wechselhafte Spielsaisonen hinter sich und geriet 1974 in Turbulenzen. Also beschloss der SV Innsbruck und der Innsbrucker SK eine Spielgemeinschaft zu gründen, die nur auf die Kampfmannschaften bezog und spielte unter dem Namen SPG Innsbruck.
1976 trat der ESV Austria Innsbruck der Spielgemeinschaft bei, daraufhin wurde der Vereinsname unter Einbeziehung des Hauptsponsors in SPG Raika Innsbruck umbenannt.
In dieser Konstellation folgte für die Spielgemeinschaft in der Saison 1978/79 der Titel in der Alpenliga und die Qualifikation für die 2. Division der Bundesliga. Dort errang die Spielgemeinschaft im ersten Jahr der Zweitklassigkeit den 3. Platz, im nächsten Jahr spielte sie gegen SSW Innsbruck im Lokalderby ein 1:1-Remis vor 14.000 Zuschauern und die SPG Raika Innsbruck belegte schlussendlich den 4. Tabellenplatz.
Im Sommer 1980 wurde investiert und Spieler verpflichtet (Dietmar Constantini, Günther Caha, Wolfgang Schwarz, im Herbst auch noch Hans Pirkner und Peter Koncilia), mit denen sich der Verein eine Leistungssteigerung erwartete, um im Aufstiegskampf mitzumischen. Nachdem das große Ziel – der Aufstieg in die höchste Spielklasse – klar verfehlt wurde, folgte im Jahr 1982 die Auflösung der Spielgemeinschaft und der Zerfall in die einzelnen Trägervereine.
1985–1995 Spielgemeinschaft mit SK Wilten (Gebietsliga, 1. Klasse)
| 1985–1995 | 1985–1995                 | 1985–1995                 | 1985–1995                 | 1985–1995                 | 1985–1995                 | 1985–1995                 | 1985–1995                 |
| Saison | Platz (Teiln.)            | Sp                        | S                         | U                         | N                         | Tore                      | Pkt.                      |
| Gebietsliga West                                                                                                 | Gebietsliga West          | Gebietsliga West          | Gebietsliga West          | Gebietsliga West          | Gebietsliga West          | Gebietsliga West          | Gebietsliga West          |
| --- | ------------------------- | ------------------------- | ------------------------- | ------------------------- | ------------------------- | ------------------------- | ------------------------- |
| 1985/86 K1 (1)                                                                                                   | keine vollständigen Daten | keine vollständigen Daten | keine vollständigen Daten | keine vollständigen Daten | keine vollständigen Daten | keine vollständigen Daten | keine vollständigen Daten |
| 1. Klasse West                                                                                                   |                           |                           |                           |                           |                           |                           |                           |
| 1986/87 | keine vollständigen Daten | keine vollständigen Daten | keine vollständigen Daten | keine vollständigen Daten | keine vollständigen Daten | keine vollständigen Daten | keine vollständigen Daten |
| keine vollständigen Daten                                                                                        |                           |                           |                           |                           |                           |                           |                           |
| 1987/88 | keine vollständigen Daten | keine vollständigen Daten | keine vollständigen Daten | keine vollständigen Daten | keine vollständigen Daten | keine vollständigen Daten | keine vollständigen Daten |
| 1988/89 | keine vollständigen Daten | keine vollständigen Daten | keine vollständigen Daten | keine vollständigen Daten | keine vollständigen Daten | keine vollständigen Daten | keine vollständigen Daten |
| 1989/90 | keine vollständigen Daten | keine vollständigen Daten | keine vollständigen Daten | keine vollständigen Daten | keine vollständigen Daten | keine vollständigen Daten | keine vollständigen Daten |
| 1. Klasse West                                                                                                   |                           |                           |                           |                           |                           |                           |                           |
| 1990/91 | 5. (12)                   | 22                        | 10                        | 05                        | 07                        | 66:46                     | 25                        |
| 1991/92 | 5. (12)                   | 22                        | 10                        | 04                        | 08                        | 57:48                     | 24                        |
| 1992/93 | 1. (12)                   | 22                        | 16                        | 03                        | 03                        | 63:27                     | 35                        |
| Gebietsliga West                                                                                                 |                           |                           |                           |                           |                           |                           |                           |
| 1993/94 | 6. (12)                   | 22                        | 11                        | 02                        | 09                        | 52:60                     | 24                        |
| 1994/95 | 5. (12)                   | 22                        | 10                        | 04                        | 08                        | 42:41                     | 24                        |
| Legende |                           |                           |                           |                           |                           |                           |                           |
| | Aufstieg                  |                           |                           |                           |                           |                           |                           |
| | Abstieg                   |                           |                           |                           |                           |                           |                           |
| K1 Änderung des Meisterschaftsmodus und Umbenennung der Liga. (1) Beginn der Spielgemeinschaft mit dem SK Wilten |                           |                           |                           |                           |                           |                           |                           |

In der Saison 1985/86 gingen die Eisenbahner eine Spielgemeinschaft mit dem SK Wilten ein, der seit der Saison 1983/84 in der Gebietsliga spielte. Trotz des erweiterten Kaders stieg die Spielgemeinschaft in die 1. Klasse ab und verblieb dort sieben Saisonen. 1993 stiegen die Eisenbahner mit einem ersten Platz in die Gebietsliga auf.
1995–1999 Spielgemeinschaft mit SK Wilten (Gebietsliga)
| 1995–1999                                   | 1995–1999        | 1995–1999        | 1995–1999        | 1995–1999        | 1995–1999        | 1995–1999        | 1995–1999        |
| Saison                                      | Platz (Teiln.)   | Sp               | S                | U                | N                | Tore             | Pkt.             |
| Gebietsliga West                            | Gebietsliga West | Gebietsliga West | Gebietsliga West | Gebietsliga West | Gebietsliga West | Gebietsliga West | Gebietsliga West |
| ------------------------------------------- | ---------------- | ---------------- | ---------------- | ---------------- | ---------------- | ---------------- | ---------------- |
| 1995/96 K1                                  | 8. (12)          | 22               | 08               | 05               | 09               | 34:42            | 29               |
| 1996/97                                     | 6. (12)          | 22               | 07               | 06               | 09               | 38:55            | 27               |
| 1997/98                                     | 11. (12)         | 22               | 06               | 04               | 12               | 35:65            | 22               |
| 1998/99                                     | 8. (12)          | 22               | 06               | 04               | 12               | 40:80            | 22               |
| K1 1995/96: Einführung der Dreipunkteregel. |                  |                  |                  |                  |                  |                  |                  |

In der Gebietsliga konnte die Spielgemeinschaft in den nächsten Saisonen im hinteren Tabellenfeld platzieren. Nach einem achten Platz von insgesamt zwölf Teilnehmern löste sich die Spielgemeinschaft in der Saison 1998/99 auf. Die Fußballsektion des ESV Austria Innsbruck löste sich im Sommer 1999 auf, da sie im Vereinsindex von 1999/2000 nicht mehr aufscheint.

### Bekannte Spieler
- Peter B. Schwarz

### Titel und Erfolge
- 1 × Alpenliga-Meister: 1979
- 3 × Tiroler Landesliga: 1952, 1970, 1977

## Tennis
Die Tennisabteilung der Eisenbahner wurde am 20. Oktober 1948 in der Bundesbahndirektion Innsbruck gegründet. Ein Jahr später wurde der erste Tennisplatz am Bergisel eröffnet. 1950 folgte der Bau eines zweiten Platzes in Sankt Bartlmä im Innsbrucker Stadtteil Wilten. Die Tennisplätze wurden 2016 in Wilten aufgelassen und die Sektion übersiedelte zu der Turnerschaft Innsbruck in die Reichenau.